# بخش اوناکوتی
بخش اوناکوتی (به انگلیسی: Unakoti district) یک منطقهٔ مسکونی در هند است که در تریپورا واقع شده‌است. بخش اوناکوتی ۶۸۶٫۹۷ کیلومتر مربع مساحت و ۲٬۹۸٬۵۷۴ نفر جمعیت دارد.